# Нецветковые растения
Нецветковые растения — условное название группы высших растений, не имеющих цветка. Были первыми растениями, появившимися на Земле. Не выделяются в самостоятельный таксон, а содержат все отделы, не относящиеся к цветковым растениям. В современной ботанике термин не используется, однако имеет некоторое распространение в сфере дошкольного образования.